# Mougon-Thorigné
Mougon-Thorigné is een voormalige gemeente in het Franse departement Deux-Sèvres in de regio Nouvelle-Aquitaine.

## Geschiedenis
Mougon-Thorigné is op 1 januari 2017 ontstaan door de fusie van de gemeenten Mougon en Thorigné. Op 1 januari 2019 fuseerde Mougon-Thorigné met de gemeenten Aigonnay en Sainte-Blandine tot de gemeente Aigondigné. De gemeente maakte deel uit van het arrondissement Niort.